# Anachalcis rubra
Anachalcis rubra är en stekelart som beskrevs av Wallace A. Steffan 1951. Anachalcis rubra ingår i släktet Anachalcis och familjen bredlårsteklar.
Artens utbredningsområde är:
- Bulgarien.
- Grekland.
- Turkiet.
- Nordmakedonien.

Inga underarter finns listade i Catalogue of Life.